# Actun Tunichil Muknal
Actun Tunichil Muknal es una cueva en el país centroamericano de Belice, cerca de San Ignacio, Distrito de Cayo, que destaca como un sitio arqueológico maya que incluye esqueletos, cerámica y rocas. Hay varias áreas con restos óseos en la cámara principal. El más conocido es "La Doncella de Cristal", el esqueleto de una adolescente, posiblemente una víctima de sacrificio, cuyos huesos se han calcificado tomando un aspecto brillante, que se cristaliza.
La cerámica en el sitio es significativa, en parte debido a que está marcado con "agujeros de la muerte", lo que indica que fueron utilizados para fines ceremoniales. Muchos de los artefactos mayas y restos siguen siendo calcificados en el suelo de la cueva.
Solo se puede acceder a la cueva mediante contratación de un guía en grupos de hasta 8 personas en las agencias de San Ignacio. El paquete incluye ida y vuelta a la cueva en coche (45'), visita y explicación (3h) y la comida de pícnic.